# Gustav von Gossler

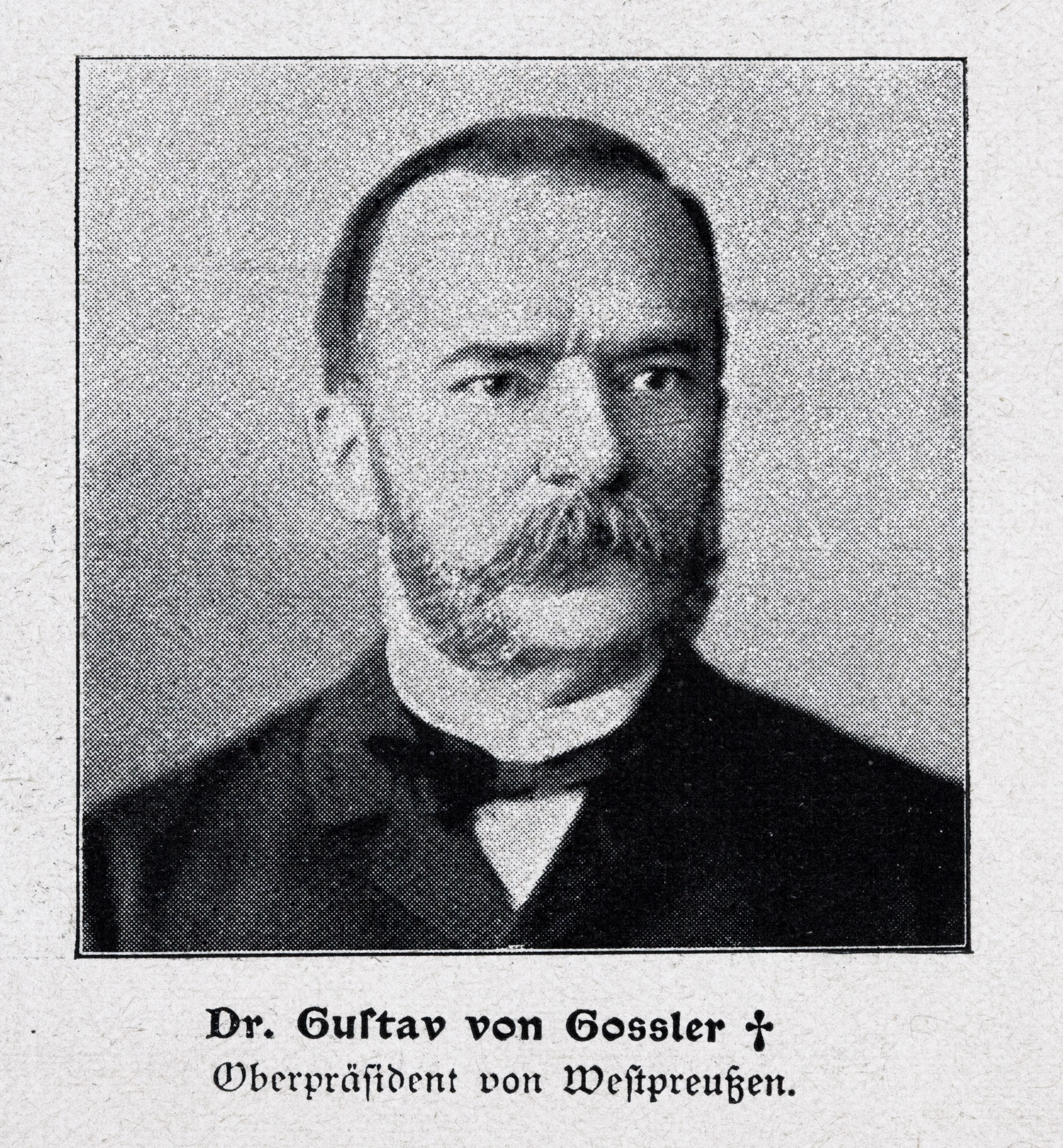
Gustav von Gossler.

Gustav Konrad Heinrich von Gossler, född 13 april 1838 i Naumburg an der Saale, död 29 september 1902 i Danzig, var en preussisk statsman. Han var son till Karl Gustav von Gossler samt bror till Heinrich, Konrad och Wilhelm von Gossler. 
Gossler inträdde 1859 på den juridiska tjänstemannabanan, blev 1877 ledamot av tyska riksdagen, 1879 understatssekreterare i kultusministeriet och efterträdde den 17 juni 1881 Robert von Puttkamer som  kultusminister. Hans mål var att åstadkomma en försoning med romersk-katolska kyrkan, och därför genomdrev han upphävandet av de för dem obehagligaste bestämmelserna i "majlagarna". Dock fasthöll han gentemot centern statens makt över folkskolorna. Mot den polska rörelsen i de östra provinserna intog han en mycket fientlig hållning och avskaffade genom en lag av 1887 undervisningen i polska språket i de polska folkskolorna. Då ett hans förslag till folkskoleordning icke vann nödigt understöd i preussiska lantdagen, avgick han 12 mars 1891 samt var sedan till sin död överpresident i Västpreussen.